# Wangying, Yangxin
Wangying (kinesiska: 王英) är en köping i Kina. Den ligger i Yangxin i  provinsen Hubei, i den centrala delen av landet, omkring 100 kilometer sydost om provinshuvudstaden Wuhan. Antalet invånare är 35 105. Befolkningen består av 16 915 kvinnor och 18 190 män. Barn under 15 år utgör 25,0 %, vuxna 15-64 år 65 %, och äldre över 65 år 9,0 %.
Runt Wangying är det ganska tätbefolkat, med 166 invånare per kvadratkilometer. Närmaste större samhälle är Sanxi, 11,0 km öster om Wangying. I omgivningarna runt Wangying växer i huvudsak blandskog.
Genomsnittlig årsnederbörd är 2 075 millimeter. Den regnigaste månaden är maj, med i genomsnitt 315 mm nederbörd, och den torraste är januari, med 48 mm nederbörd.